# Hakulanjärvi
Hakulanjärvi är en sjö i Finland. Den ligger i Nystads stad i landskapet Egentliga Finland, i den sydvästra delen av landet, 200 km väster om huvudstaden Helsingfors. Hakulanjärvi ligger 13 meter över havet. Arean är 16,2 hektar och strandlinjen är 2,26 kilometer lång. Sjön  ingår i Skärgårdshavets kustområde, Åland.   I omgivningarna runt Hakulanjärvi växer i huvudsak barrskog.